# بون (ویرجینیای غربی)
بون (به انگلیسی: Boone) یک منطقهٔ مسکونی در ایالات متحده آمریکا است که در شهرستان فایت، ویرجینیای غربی واقع شده‌است. بون ۵۱۰٫۸۵ متر بالاتر از سطح دریا واقع شده‌است.